# Lecythis schomburgkii
Lecythis schomburgkii är en tvåhjärtbladig växtart som beskrevs av Otto Karl Berg. Lecythis schomburgkii ingår i släktet Lecythis och familjen Lecythidaceae. IUCN kategoriserar arten globalt som sårbar. Inga underarter finns listade i Catalogue of Life.